# Pacte balkanique (1934)
Pour les articles homonymes, voir Pacte balkanique.

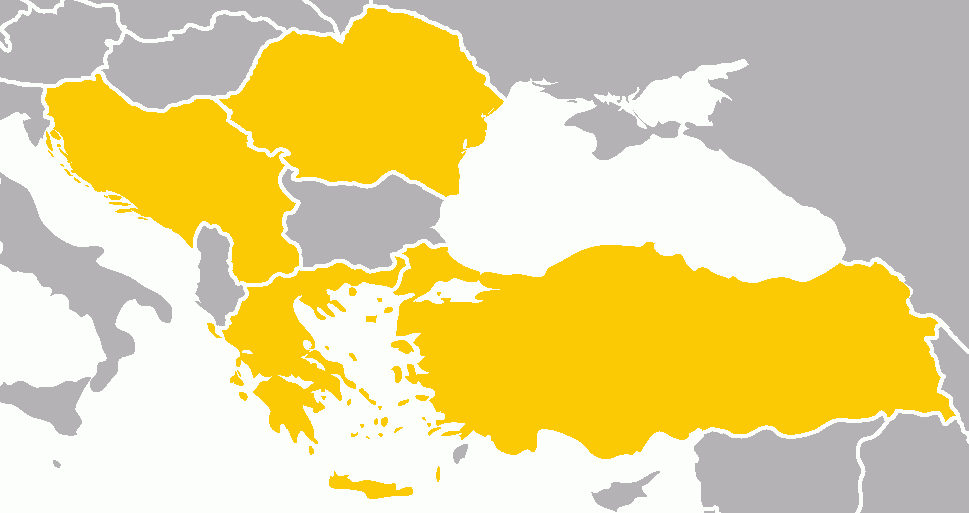
Membres de l'entente balkanique.

Le pacte balkanique, ou entente balkanique, est un traité militaire signé à Athènes le 9 février 1934 entre la Grèce, la Turquie, la Roumanie et la Yougoslavie, dans le cadre de la Société des Nations. Le but est de maintenir un statu quo géopolitique à la suite de la Première Guerre mondiale, et de tenter de faire obstacle aux idées bellicistes d'Hitler et de Mussolini. Les signataires conviennent donc de suspendre toutes les revendications territoriales entre eux.
L'alliance est soutenue par la France et l'Union soviétique.